# 交直変換所
交直変換所（こうちょくへんかんしょ）とは、高圧直流（HVDC）送電線の相互終端を形成する特殊なタイプの変電所である。なお、以下の記事は海外の事例を翻訳したものである。よって、日本国内における交直変換所は、周波数変換所、直流電化などの記事を参照されたい。直流を交流またはその逆に変換する。変換所内に設置されるステーションには通常次のものが含まれる。
- 三相交流開閉装置
- 変圧器
- 無効電力用のコンデンサまたは同期コンデンサ
- 高調波抑制用フィルタ、および
- 直流ギアスイッチ

## 設備

### 変換器
変換器はほとんどの場合、バルブホールと呼ばれる建物に設置される。初期のHVDCシステムは水銀アークバルブを使用していたが、1970年代半ば以降、サイリスタなどのソリッドステートデバイス（バルブデバイス）が使用されてきた。サイリスタまたは水銀整流器を使用する変換器は、多くのサイリスタが直列に接続されてサイリスタバルブを形成し、各インバータは通常6つまたは12のサイリスタバルブで構成される。このインバータは通常、ペアまたは4つのグループにグループ化され、設置される。設置の状況としては、床の絶縁体または天井の絶縁体からぶら下がっているように見える。 
サイリスタインバータのような他励式電流形変換器は、変換のために出力側の交流電力網からの電圧を必要とするが、1990年代後半から、自励式電圧形変換器がHVDCに使用されるようになった。自励式変換器では、サイリスタの代わりに絶縁ゲートバイポーラトランジスタ（IGBT）やゲートターンオフサイリスタ（GTOサイリスタ）を使用し、これらは出力側が無電圧の状態からでも電力供給を開始することができる。
HVDCに使用されるほとんどすべての変換器は、本質的にどちらの方向の電力変換でも動作できる。交流から直流への電力変換は整流と呼ばれ、直流から交流への変換は逆変換（インバータ）と呼ばれる。

### 直流設備
直流機器には、直流ラインと直列にインダクタンスを追加して直流を平滑化するのに役立つコイル（リアクトルと呼ばれる）が含まれていることがよくある。インダクタンスは通常、0.1 H〜1Hになる。平滑化リアクトルには空気とコアまたは鉄心コアから形成されている。鉄心コイルは、油で満たされた高電圧変圧器のように見える。空芯平滑化コイルは、高電圧送電線のキャリア周波数チョークコイルに似ているが、かなり大きく、絶縁体でサポートされている。空心コイルは鉄心コイルよりも音響ノイズが少ないという利点があり、こぼれた油の潜在的な環境上の危険を排除し、一時的な大電流障害条件下で飽和しない。プラントのこの部分には、直流及び電圧測定用の機器も含まれる。
高周波干渉を排除するために特別な直流フィルタ回路が使用される。このようなフィルタ回路は、送電線が通信と制御に電力線通信技術を使用する場合、または架空送電線が人口密集地域を通過する場合に必要である。これらのフィルターはパッシブ型LCフィルターにすることができる。または、変圧器と保護コンデンサを介して結合された増幅器で構成されるアクティブフィルタは、ライン上の干渉信号と位相がずれた信号を与えることによってキャンセルする。このようなシステムは、バルト海ケーブルHVDCプロジェクトで使用された。

### 変換用変圧器
変換用変圧器は、交流電源回路網の電圧をステップアップする。トランス巻線の「スターツーデルタ」または「Yデルタ」接続を使用すると、変換器は交流電源の各サイクルで12パルスで動作できるため、多数の高調波電力が排除される。高調波電流成分変圧器巻線の絶縁は、アースへの大きな直流電位に耐えるように特別に設計する必要がある。変換用変圧器は、単一ユニットとして300メガボルトアンペア（MVA）まで構築できる。したがって、より大きな変圧器を輸送することは実用的ではない。そのため、より大きな定格が必要な場合は、複数の個別の変圧器を接続する。2つの3相ユニットまたは3つの単相ユニットのいずれかが使用できる。後者の用途では、1つのタイプの変圧器のみが使用され、予備の変圧器が供給されるので、より経済的である。 
変換用変圧器は、サイクルごとのコンバーターの4つのステップで高磁束電力ステップで動作するため、通常の三相電力変圧器よりも多くの音響ノイズを生成する。この影響は、HVDCコンバーターステーションの設置時に考慮する必要がある。ノイズ低減エンクロージャーが適用される場合がある。

### 無効電力
ライン転流変換器を使用する場合、変換所は無効電力として電力定格の40％から60％を必要とする。これは、スイッチドコンデンサーのバンクまたは同期コンデンサーによって、または適切な発電所が近くにある場合に提供できる。コンバーター変圧器に交流電圧制御に十分なタップ範囲を備えた負荷時タップ転換器があれば、無効電力の需要を減らすことができる。無効電力要件の一部は高調波フィルター装置群で供給される。
電圧源変換器は、無効電力と実電力を生成または吸収でき、通常は追加の無効電力装置は必要ない。

### 高調波フィルタ
高調波フィルタは、高調波の除去とライン整流コンバーターステーションでの無効電力の生成に必要である。6つのパルスライン整流コンバーターを備えたプラントでは、6n+1の次数の奇数の高調波があるため、複雑な高調波フィルターが必要である。交流側で1と6n-1が生成され、直流側で6n次の高調波も生成される。直流側での変換の結果、12個のパルス変換所では、12n+1と12n-1（交流側）または12nの次数の高調波電圧または電流のみが生成される。フィルターは予想される高調波周波数に調整され、コンデンサーとインダクターの直列の組み合わせで構成される。
電圧源のコンバータは、一般に、ライン整流コンバータよりも強度の低い高調波を生成する。その結果、高調波フィルタは一般に小さいか、完全に省略される場合がある。 
高調波フィルタのほかに、30 kHz〜500 kHzの範囲の電力線搬送機器の周波数範囲でスプリアス信号を除去するための機器も用意されている。これらのフィルタは通常、静止型インバータトランスの交流端子の近くにある。負荷電流を流すコイルと、並列コンデンサを使用して共振回路を形成する。特別な場合には、無効電力を生成するための機械のみを使用できる場合がある。これは、ロシアにあるVolga HydroelectricStationにあるHVDCVolgograd-Donbassのターミナルで実現されている。

### 直流ギアスイッチ
変換所の三相交流開閉装置は、交流変電所のそれと似ている。これには、変換用変圧器の過電流保護用の回路ブレーカー、絶縁スイッチ、接地スイッチ、および制御、測定、保護用の計器用トランスが含まれる。ステーションには、交流システムへの雷サージから交流機器を保護するための避雷器も設置されている。

## その他

### 必要面積
変換所に必要な面積は、従来の変圧器よりもはるかに大きく、たとえば、送電定格が600メガワットで送電電圧が400 kVのサイトは、約300 x 300メートル（約1000 x 1000フィート）ある。低電圧プラントでは、屋外の高電圧機器の周囲に必要な空間空地が少なくなるため、必要な接地面積がいくらか少なくなる可能性がある。

### 場所の選定
変換所は音響ノイズを発生させ、深刻なレベルの無線周波数干渉を生成する可能性があるため、これらの放射を制御するための設計機能を含める。壁はノイズ保護を提供する場合がある。すべての交流変電所と同様に、機器からの油が流出した場合に地下水を汚染しないようにする必要がある。架空送電線にはかなりの面積が必要になる場合があるが、地下ケーブルを使用すると縮小できる。

### 方式
基本的に超高電圧階級（170kV以上）で、なおかつ高電力負荷（100MVA以上）の場合には、他励式が選択される場合が多いが、近年の絶縁ゲートバイポーラトランジスタ等の高性能化に伴い、自励式の直流から交流への変換が実現されている。更に、周波数制御方式が異る、電力事業者へ送電を可能にする多端子洋上直流送電システムの実現を目指した研究開発が進められている。

### 価格
通常の超高圧変電所と比較して、2 - 3倍程度のコスト高になるのが最大の弱点である。工期についても、通常の2〜3倍程度の期間を必要とする。そのため、海上用の高圧直流送電設備では、工場で組み立て、現地では設置工事のみとなるパッケージ式の開発が進められている。

## 日本の場合
日本の場合には、次の場所で高圧直流送電変換所が実現されている。理由としては、送電線の本数が少なくなること、潜水艦探知装置への磁気的な干渉を減らすためである。
- 北海道・本州間連系設備 - 東北電力 〜 北海道電力
- 紀伊水道直流連系設備 - 四国電力 〜 関西電力

周波数変換所内部でも交流から直流、直流から交流の変換で周波数変換を実現している。理由としては、東西で交流基盤周波数が異なるため、電力を流通するためには周波数を変換しなければならないためである。直接、交流周波数から別の交流周波数へ変換する方法（例：サイクロコンバータ）も存在するが、素子数が増える（故障の原因になる）、変動力率への追従が良くない（通電ロスが増える）などにより、交流を一旦直流へ変換し、他励式インバーターによって接続している。
- 佐久間周波数変換所 - 東京電力 - 中部電力
- 新信濃変電所 - 東京電力 - 中部電力
- 東清水変電所 - 東京電力 - 中部電力
- 飛騨信濃周波数変換設備 - 中部電力 - 東京電力

周波数制御方式が異る電力事業者間の系統連系設備でも用いられている。理由としては、中部電力と北陸電力の間で周波数制御方式が異なるため、直接接続すると、関西電力 - 中部電力 - 北陸電力の間で伏流が発生するためである。
- 南福光連系所 - 中部電力 〜 北陸電力

## 参考資料
日本の場合には、電気設備の技術基準の解釈及び電気主任技術者制度によって、電圧階級が海外とは異なっている。
| 区分     | 交流実効電圧               | 直流電圧                   |
| -------- | -------------------------- | -------------------------- |
| 低圧     | 600V以下のもの             | 750V以下のもの             |
| 高圧     | 600Vをこえ7,000V以下のもの | 750Vをこえ7,000V以下のもの |
| 特別高圧 | 7,000Vを超えるのもの       | 7,000Vを超えるのもの       |
| 超高圧   | 170,000Vを超えるもの       |                            |

以下、参考までにIEC（国際電気技術委員会）のIEC60038：2009の定義を示す。
| IEC 電圧範囲 | 交流実効電圧             | 直流電圧                   | リスクの定義           |
| ------------ | ------------------------ | -------------------------- | ---------------------- |
| 高電圧       | 1,000Vを超える           | 1,500Vを超える             | 電気アークが飛ぶ       |
| 低電圧       | 50Vをこえ1000V以下のもの | 120Vをこえ1,500V以下のもの | 電気的ショックを受ける |
| 超低電圧     | 50V未満                  | 120V未満                   | リスクは低い           |

更に、参考までにANSIのANSI C84.1-1989も以下に示す。
| ANSI電圧範囲 | 3線式          | 四線式                | 直流電圧                   |
| ------------ | -------------- | --------------------- | -------------------------- |
| 低電圧       | 600V以下       | 480V Y/227V以下       | 120Vをこえ1,500V以下のもの |
| 中電圧       | 69,000V以下    | 34,500V Y/19,920V以下 | 1,500Vをこえる             |
| 高電圧       | 230,000V以下   |                       |                            |
| 特別高電圧   | 765,000V以下   |                       |                            |
| 超高電圧     | 1,100,000V以下 |                       |                            |